# Charles Marcon
Charles Sholto Wyndham Marcon (Headington, 31 maart 1890 - Tenterden, 17 november 1959) was een Brits hockeyer. 
Met de Britse ploeg won Marcon de olympische gouden medaille in 1920. 

## Resultaten
- 1920  Olympische Zomerspelen in Antwerpen